# Oreoptygonotus tibetanus
Oreoptygonotus tibetanus är en insektsart som beskrevs av Yu S. Tarbinsky 1927. Oreoptygonotus tibetanus ingår i släktet Oreoptygonotus och familjen gräshoppor.

## Underarter
Arten delas in i följande underarter:
- O. t. tibetanus
- O. t. kaszabi